# Ratpenat de ferradura alció
El ratpenat de ferradura alció (Rhinolophus alcyone) és una espècie de ratpenat de la família dels rinolòfids. Viu a Camerun, República del Congo, República Democràtica del Congo, Costa d'Ivori, Guinea Equatorial, Ghana, Guinea, Kenya, Libèria, Nigèria, Senegal, Sierra Leone, el Sudan, Togo i Uganda. El seu hàbitat natural és el bosc humit tropical, però també s'estén a la sabana on hi ha bosses d'hàbitat adequades. No hi ha cap amenaça significativa per a la supervivència d'aquesta espècie, tot i que és afectada per la pèrdua d'hàbitat.